# Violák
A Violák Szécsi Pál 1976-ban megjelent nagylemeze, amelyet a Hungaroton-Pepita adott ki. Katalógusszáma: SLPX 17474 (hanglemez), MK 17474 (kazetta). 2002-ben CD-n is megjelentette a Hungaroton.

## Az album dalai

### A oldal
1. Bús szívből énekelni édesen [Pisan/S.Nagy/Wolf]
2. Karolina [Szécsi/Tian]
3. Mióta egyszer [Ihász/S.Nagy]
4. Drága Anna [Schöck/Szécsi]
5. Hidd el [Ihász/S.Nagy]
6. Mint a violák [Amendola/Gagliardi/Vándor]
7. Ne félj! (Adagio) [Albinoni/Szakály/Szécsi]

### B oldal
1. Himnusz a nyárhoz [Gábor/Tardos]
2. Meddig tart egy szerelem [Hajdú/Vándor]
3. Pamparapam [Malek/S.Nagy]
4. Éjszakák és nappalok [Máté/Szécsi]
5. Az égi lámpagyújtogató [Neményi]
6. Ó, jössz-e már? [Eminescu/Képes/Malek]
7. Szegény bolond [S.Nagy/Wolf]